# 遊蕩
遊蕩是指無明顯目的而於某公眾地方或公众场所長期逗留、徘徊。在某些情況下，在一些地區的法律中，遊蕩是被視為非法的行為。

## 各地法例

### 香港
根據香港法例《刑事罪行條例》第160条“游荡”：

(1) 任何人在公眾地方或建筑物的共用部分遊蕩，意圖犯可逮捕罪行，即属犯罪，可处罚款港币1万元及监禁6个月。
(2) 任何人在公眾地方或建筑物的共用部分遊蕩，并以任何方式故意妨礙他人使用該公眾地方或建筑物的共用部分，即属犯罪，一经定罪，可处监禁6个月。
(3) 任何人在公眾地方或建筑物的共用部分遊蕩，不论单独或结伴在该处出现，而導致他人合理地擔心本身的安全或利益，便即属犯罪，一经定罪，可处监禁2年。
(4) 在本条中，就建筑物而言，“共用部分”指——
(a) 入口大堂、门廊、通路、走廊、楼梯、楼梯平台、天台、升降机或自动梯；
(b) 建筑物占用人共用的地窖、洗手间、水厕房、浴室或厨房；
(c) 围地、车房、停车场、汽车间、或里。

游荡罪通常可分为两类：
- 引起恐惧性的游荡罪：指由于在不适当的地方徘徊而使他人产生恐惧心理的游荡行为。例如，某人在一大厦的走廊徘徊，该大厦的住户报警，如果此人没有适当合理的解释证明自己清白无辜，即触犯了该罪。
- 妨碍性的游荡罪：指其行为或行为状态使他人的行为状态受到了妨碍。例如，送货员把货物卸在了楼道走廊，妨碍了他人的通行，即触犯了该罪。

游荡罪的控告方不需证明疑犯在准备或即将实施某些犯罪的勾当，只须证明疑犯有不可告人的勾当即可。游荡罪的被控方没有缄默权，疑犯必须向警方或法官给出其行为的合理满意的解释，否则即可定罪。

### 美国
《模范刑法典》第250.6规定行为人在一般守法个人而言属于异常的场所、时间或者以异常的方式进行徘徊或者潜心，对附近的他人或者财产的安全造成恐慌的，构成鬼祟游荡罪(loitering)或译作徘徊潜行罪。
该犯罪是行为犯罪，与海洋法系古老的“流浪罪”(Vagrancy Criminal)的身份犯罪不同。
美国著名作家杰克·伦敦从10岁起在旧金山附近的奥克兰市当报童、码头小工、帆船水手、麻织厂工人等。这期间，杰克•伦敦开始阅读大量的小说和其他读物。16岁时，杰克•伦敦失业了，不得不在美国东部和加拿大各地流浪，住在大都市的贫民窟里，以“无业游荡罪”而被捕入狱服刑。
美国作家欧·亨利的著名短篇小说《警察与赞美诗》中，穷困潦倒、无家可归的主人公流浪汉苏比（Soapy）为了被抓进监狱以熬过严冬，在大街上假装醉酒、胡乱喊叫、手舞足蹈，试图以此触犯“行为不端”（disorderly conduct）的法规被判3个月监禁未逞，最后在教堂里听了赞美诗，出来后被警察以游荡罪逮捕收监。

### 英国

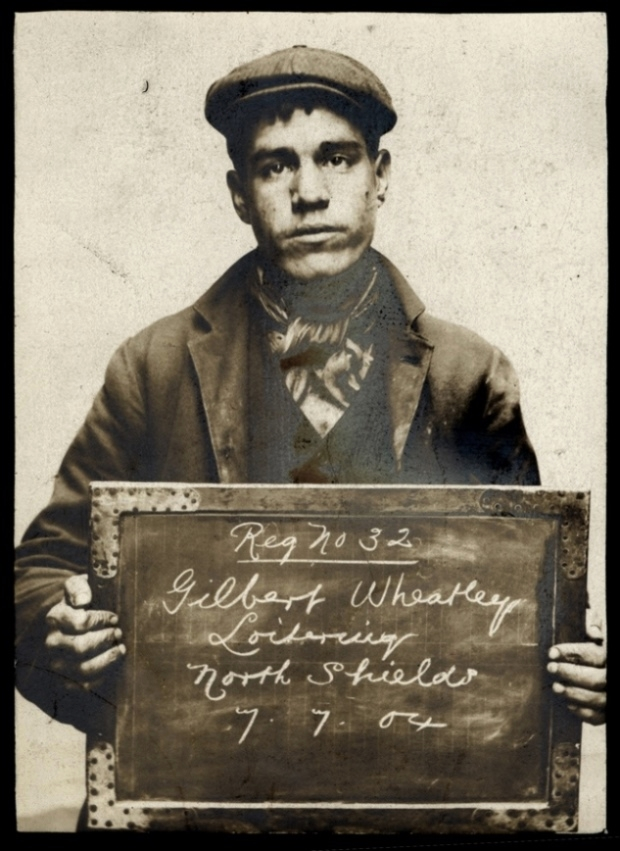
1904年7月7日逮捕的Gilbert Wheatley被控游荡罪。

最初在1824年《游荡罪法案》旨在防止嫌疑人在各种场所逗留。1871年《预防犯罪法》对此进行了轻微修改。《1891年刑罚奴役法》引入了“故意游荡”一词。1898年《游荡罪法案》获得通过。
1824年《游荡罪法案》第6节允许“任何人”逮捕罪犯并将他们直接带到治安法官面前。同一节规定“任何警员或其他治安官”有责任逮捕罪罚并将他们带到治安法官面前，或被指控犯有“玩忽职守”罪，根据第11节可处以五英镑或三个月监禁。同一法案规定从理事会的普通基金中支付检察官和证人的费用。该法案旨在阻止的游荡人员包括：
- 无证推销员
- 站街妓女
- 乞丐和施舍者，或那些购买儿童充当乞丐的人
- 算命先生
- 看手相的人
- 街头淫媒
- 暴露狂
- 欺诈性的慈善收集者
- 赌博发起人和玩家
- 携带攻击工具的人
- 持有抢劫和闯入工具的人
- 在不动产内或不动产上被发现的人
- 还有其他人

该法律还被用来抓捕那些巡游寻找买春的嫖客。

### 澳大利亚
警察可要求一个人停止在公共场所闲逛（换句话说，离开该场所），如果有合理的理由相信：
- 该人或附近的其他人已经或即将犯下罪行（这种情况更常见）；
- 在该人或团体附近已经发生、正在发生或即将发生破坏治安的事件；
- 由于该人或附近其他人的存在，已经或将要阻碍行人或交通；
- 附近人员的安全处于危险之中。

### 爱尔兰
在独立前的爱尔兰，1635年通过了一项“建立管教所并惩罚流氓、流浪者、强壮的乞丐和其他淫荡无所事事者”的法令。 17至19世纪的许多其他法律都针对流浪者。
1861年《人身伤害法案》规定，“任何警察或治安官都可以在没有逮捕令的情况下拘留任何他在夜间躺在或游荡在任何道路、院子或其他地方的人，并且他应该有充分理由怀疑已经犯下或即将犯下本法中提到的任何重罪，并应尽快将此人带到治安法官面前，依法予以处理。”
爱尔兰共和国1994 年的《刑事司法（公共秩序）法》允许对任何“没有合法权限或合理辩解，以包括在公共场所游荡的方式行事”的人下令离开，如果可能引起对人身安全或财产安全或维护公共和平的合理担忧”，并逮捕任何不服从他们命令的人；一经定罪，可处以最高1,000欧元的罚款或最高6个月的监禁。

### 瑞典
自1981年以来，瑞典就没有游荡罪执法的案例。但《公共秩序法》规定了公共场合可以做什么和不能做什么，市政当局决定适用哪些规则。例如，在一些指定的公共场所禁止饮酒。 在特定情况下可以禁止游荡。

### 新西兰
在新西兰，在公共场所意图犯下可监禁的罪行而闲逛是违法行为。

### 比利时
1848年3月3日晚，布鲁塞尔警察逮捕了卡尔·马克思。马克思的妻子燕妮立刻去找比利时民主协会主席若特兰先生，请他采取必要的措施。当燕妮回家在门口被警察：

 以游荡罪名，把我的妻子送进市政厅监狱，和妓女一起关在阴暗的牢房里。次日上午十一时，一队宪兵在众目共睹之下把她送到侦讯室。不顾各方面的坚决抗议，把她拘留在禁闭室达二小时之久。她在那里忍受了严寒和宪兵的极其可恶的对待。
 最后，当她站在侦讯员面前时，侦讯员对勤勉的警察就差没有把孩子们也一起逮捕表示惊奇。审讯只可能是纯粹形式主义的：我的妻子的全部罪名就是她虽然出身于普鲁士贵族，却赞成丈夫的民主信念。

  关于这件令人愤怒的事情的全部细节，我不想再详细了。只告诉你一点，当我们被释放时，二十四小时的限期已满，我们不得不立即离开，连最必需的东西也没有来得及带走。